# McCullom Lake
McCullom Lake és una vila dels Estats Units a l'estat d'Illinois. Segons el cens del 2000 tenia 1.038 habitants.

## Demografia
Segons el cens del 2000, McCullom Lake tenia 1.038 habitants, 382 habitatges, i 273 famílies. La densitat de població era de 1.431,3 habitants/km².
Dels 382 habitatges en un 38% hi vivien nens de menys de 18 anys, en un 56,3% hi vivien parelles casades, en un 9,4% dones solteres, i en un 28,5% no eren unitats familiars. En el 22,8% dels habitatges hi vivien persones soles el 5,2% de les quals corresponia a persones de 65 anys o més que vivien soles. El nombre mitjà de persones vivint en cada habitatge era de 2,72 i el nombre mitjà de persones que vivien en cada família era de 3,22.
Per edats la població es repartia de la següent manera: un 28% tenia menys de 18 anys, un 9% entre 18 i 24, un 35,9% entre 25 i 44, un 19,7% de 45 a 60 i un 7,4% 65 anys o més.
L'edat mediana era de 33 anys. Per cada 100 dones de 18 o més anys hi havia 104,1 homes.
La renda mediana per habitatge era de 54.500 $ i la renda mediana per família de 59.423 $. Els homes tenien una renda mediana de 40.238 $ mentre que les dones 26.100 $. La renda per capita de la població era de 20.350 $. Aproximadament el 5,2% de les famílies i el 5,5% de la població estaven per davall del llindar de pobresa.

## Poblacions properes
El següent diagrama mostra les poblacions més properes.